# Редовни сазив Народне скупштине за 1911. годину
Редовни сазив Народне скупштине за 1911. годину одржан је у Београду од 1. октобра 1911. до 12. фебруара 1912.

## Редовни сазив за 1911.
У редовни сазив за 1911. Народна скупштина сазвана је 1. октобра 1911. краљевим указом. То је био њен четврти редовни сазив, после кога је требало извршити нове изборе за Народну скупштину. У страначмим односима није више било оне хармоније која се манифестовала за време анексионе кризе па и много доцније; странке, a нарочито оне које су према влади биле y опозицији, желеле су да се „преброје“; законодавни рад је почео да запиње, иако је влада настолаја да Скупштина прими неколико важних законских предлога који су јој били поднесени пре него што се закључи тај последњи редовни сазив.
Приликом конституисања Скупштина је за председника изабрала Андру Николића, за I потпредседмика Косту Стојановића, за II потпредседника Јакова Чoрбића, a за секретаре Радомира Филиповића, Уроша Ломовића, Андру Цветковића, Илију Илића, Мијајла Јовановића, Стевана Јанковића и Илију Михајловића. Дана 3. октобра седнице су биле отворене читањем краљевог указа.
Током овога сазива, Скупштина је прммила ове законе: буџет прихода и расхода за 1912. годину; закон о уређењу Државне штампарије; царински закон; ** закона о штампи; закон о калдрмини; закон о бањама, минералним водама и топлим изворима; закон о ванредним кредитима за 1911. годину; закон о старинама; закон о добротворним задужбинама; закон о судском поступку y грађанским париицама; закон о ванстечајном судском равнању; закон о стечају; * § 5 закона о апанажи Престолонаследнику Александру; закон о уређењу војске, и некоја законодавна решења и повластице.
Краљевим указом од 12. фебруара 1912. сазив за 1911. годину био је закључен, a Народна скупштина распуштена. Истим указом одређено је да се избори y целој земљи изврше 1. априла 1912, с тим да се новоизабрана Народна скупштина саставе y ванредни сазив за 1912. годину на дан 19. априла. Изборе је имала да спроведе влада др Милована Миловановића.